# کرستن تیله
کرستن تیله (انگلیسی: Kersten Thiele؛ زادهٔ ۲۹ سپتامبر ۱۹۹۲) دوچرخه‌سوار اهل آلمان است.